# 이태오
이태오(李太晤, 1993년 12월 15일 ~ )는 전 KBO 리그 롯데 자이언츠의 투수이자, 현 강릉영동대학교의 야구부 코치이다. 개명 전 이름은 '이동원(李東源)'이다.

## 선수 시절

### 두산 베어스시절
2012년에 입단하였다. 2017년 시즌 시범 경기에서 최고 구속 158km/h를 기록했다. 2021년 11월 18일에 방출됐다.

### 롯데 자이언츠시절
2021년 시즌 후에 입단하였다. 2022년 시즌 후 방출됐다.

## 야구선수 은퇴 후
2023년부터 강릉영동대학교의 야구부 코치로 활동한다.

## 출신 학교
- 포항초등학교
- 수원북중학교
- 유신고등학교

## 통산 기록
| 연도 | 팀명  | 평균자책점 | 경기 | 완투 | 완봉 | 승 | 패 | 세 | 홀 | 승률 | 타자 | 이닝 | 피안타 | 피홈런 | 볼넷 | 사구 | 탈삼진 | 실점 | 자책점 |
| ---- | ----- | ---------- | ---- | ---- | ---- | -- | -- | -- | -- | ---- | ---- | ---- | ------ | ------ | ---- | ---- | ------ | ---- | ------ |
| 2020 | 두산  | -          | 1    | 0    | 0    | 0  | 0  | 0  | 0  | -    | 2    | 0    | 0      | 0      | 2    | 0    | 0      | 2    | 2      |
| 통산 | 1시즌 | -          | 1    | 0    | 0    | 0  | 0  | 0  | 0  | -    | 2    | 0    | 0      | 0      | 2    | 0    | 0      | 2    | 2      |